# Castillo de Monóvar
El castillo de Monóvar se levanta sobre una de los dos colinas que dominan la  localidad del mismo nombre, al nordeste de la población, en el Medio Vinalopó (provincia de Alicante, España).
Es  Bien de Interés Cultural con categoría de  Monumento.

## Historia
El castillo de Monóvar fue construido en época almohade, entre finales del siglo XII y principios del XIII, y fue utilizado hasta principios del siglo XVII. Disponía de una privilegiada situación, desde la cual dominaba la red de fortificaciones que jalonaba el río Vinalopó, (los castillos y la torreta de Elda y el castillo de Petrel), así como la vía de comunicación del corredor Pinoso-Jumilla, salida natural hacia Murcia y Andalucía.

## Descripción
Se trataba de un castillo de planta irregular, parecida a un triángulo. En el centro se encuentra la torre del homenaje, donde también había un aljibe. También pueden verse restos de una torre más pequeña en la cara norte, y algunos lienzos de la muralla.
En las excavaciones arqueológicas que se han realizado en la colina donde se erigía el castillo, se han encontrado restos arqueológicos de la Edad de Bronce, fragmentos de cerámica almohade de los siglos XII y XIII, una pieza de joyería de los siglos XV o XVI y fragmentos de jarras, platos y escudillas del siglo XIV en adelante.
En la actualidad se encuentra en ruinas y solamente conserva parte de una torre, restaurada recientemente.